# Gertrude di Comburg
Gertrude di Comburg (1095 – 1130/1131) fu una presunta regina consorte dei Romani, in quanto presunta moglie di Corrado III di Svevia.

## Matrimonio
Era una figlia di Enrico, conte di Rothenburg e Gepa di Mergentheim. Venne sepolta nel monastero di Lorch. Non ci sono fonti a sostenere il matrimonio con il re Corrado III di Svevia: questa relazione risulta essere stata un'invenzione dello storico Hansmartin Decker-Hauff.

## Figli
Secondo le affermazioni di Hansmartin Decker-Hauff, oggi smontate, Gertrude e Corrado III ebbero:
- Berta (badessa di Erstein nel 1153);
- Gertrude[2];
- una figlia (probabilmente chiamata Agnese), che morì nel 1151 e che sposò Iziaslav II di Kiev.

Essi probabilmente sono frutto dell'unione con la seconda (de facto la prima) moglie Gertrude di Sulzbach.